# Cerer
Cerer je priimek v Sloveniji, ki ga je po podatkih Statističnega urada Republike Slovenije na dan 1. januarja 2010 uporabljalo 5 oseb in je med vsemi priimki po pogostosti uporabe uvrščen na 25.534. mesto.

## Znani slovenski nosilci priimka
- Avgust Cerer (1908—1980), organist, skladatelj, zborovodja
- Ivan Nepomuk Cerer (Zörrer) (1789—1849), gozdarski strokovnjak, novinar, politični delavec
- Tone Cerer (1916—2006), plavalec